# OŚ AZS Gdańsk
OŚ AZS Gdańsk – jednostka organizacyjna Akademickiego Związku Sportowego z siedzibą w Warszawie. Jest jedną z 17 organizacji środowiskowych AZS działających na terenie kraju.

## Barwy i gryf
Jednostka używa barw, flagi i znaków organizacyjnych AZS. Barwami jednostki są: kolor biały i granatowy. Godłem jednostki jest biały gryf na granatowym polu.

## Działalność
OŚ AZS Gdańsk działa w środowisku młodzieży akademickiej i szkolnej na terenie Gdańska oraz województwa pomorskiego.
W OŚ AZS Gdańsk zrzeszone są kluby uczelniane AZS, kluby środowiskowe AZS oraz środowiskowe sekcje sportowe AZS z Gdańska oraz województwa pomorskiego.

## Zrzeszane jednostki

### Kluby uczelniane
- AZS Uniwersytet Gdański
- AZS Politechnika Gdańska
- AZS Gdański Uniwersytet Medyczny
- AZS AM Gdynia
- AZS AM Gdańsk
- AZS AMW Gdynia
- AZS Gdańska Wyższa Szkoła Humanistyczna
- AZS WSTiH Gdańsk
- AZS WSB Gdańsk
- AZS WSZ Gdańsk
- AZS WSMSGiP Gdynia
- AZS PWSZ Elbląg
- AZS AP Słupsk
- AZS HSW Słupsk
- AZS ESHTiP Sopot
- AZS SWPS Sopot
- AZS SSW Sopot

### Kluby środowiskowe
- Akademicki Klub Morski AZS Gdańsk
- Akademicki Klub Morski AZS Gdynia